# Festival Internacional de Cine de Cannes de 1965
La 18.ª edición del Festival Internacional de Cine de Cannes se desarrolló entre el 3 al 16 de mayo de 1965.  Olivia de Havilland se convirtió en la primera mujer que presidía el jurado.
La Palma de Oro fue otorgada a El knack... y cómo lograrlo de Richard Lester El festival se abrió con El coleccionista, de William Wyler y se cerró con Tōkyō Orinpikku, de Kon Ichikawa.

## Jurado

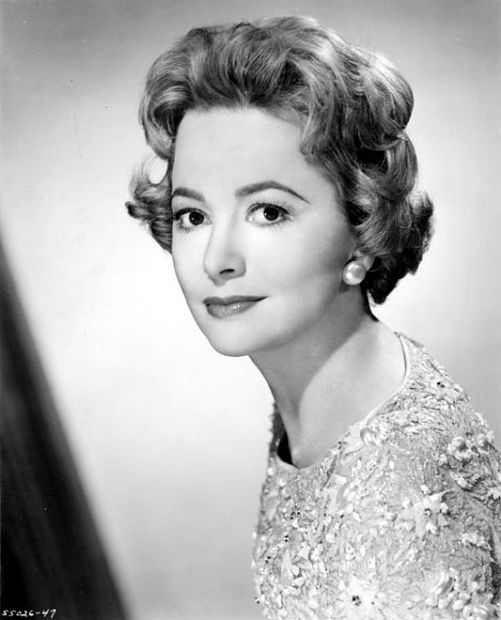
Olivia de Havilland, presidenta del jurado

Las siguientes personas fueron nominadas para formar parte del jurado de la competición principal en la edición de 1965:
- Olivia de Havilland (EE. UU.) Presidente
- André Maurois (Francia) Presidente honorario
- Goffredo Lombardo (Italia) Vicepresidente
- Max Aub (México)
- Michel Aubriant (Francia) (periodista)
- Rex Harrison (Gran Bretaña)
- François Reichenbach (Francia)
- Alain Robbe-Grillet (Francia)
- Konstantin Simonov (URSS)
- Edmond Ténoudji (Francia)
- Jerzy Toeplitz (Polonia)

Cortometrajes
- Gérardot (Francia) Presidente
- Istvan Dosai (Hungría) (Cinematografía oficial)
- Herman van der Horst (Países Bajos)
- Jacques Ledoux (Bélgica)
- Carlos Vilardebó (Francia)

## Selección oficial
Las siguientes películas compitieron por la Palma de Oro:

### En competición – películas
- La 317ème section de Pierre Schoendoerffer
- Tarahumara (Cada vez más lejos) de Luis Alcoriza
- Fifi la plume de Albert Lamorisse
- Clay de Giorgio Mangiamele
- El coleccionista de William Wyler
- Az Életbe táncoltatott leány de Tamás Banovich
- Pierwszy dzien wolnosci de Aleksander Ford
- Padurea spânzuratilor de Liviu Ciulei
- Al Haram de Henry Barakat
- The Hill de Sidney Lumet
- El expediente Ipcress de Sidney J. Furie
- The Knack,, y como conseguirlo de Richard Lester
- Kwaidan de Masaki Kobayashi
- Zhavoronok de Nikita Kurikhin y Leonid Menaker
- Älskande par de Mai Zetterling
- Noite Vazia de Walter Hugo Khouri
- Il momento della verità de Francesco Rosi y Antonio Levesi Cervi
- Mitt hem är Copacabana de Arne Sucksdorff
- El Reñidero de René Múgica
- Obchod na korze de Ján Kadár and Elmar Klos
- El juego de la oca de Manuel Summers
- Zhili-byli starik so starukhoj de Grigori Chujrái
- Goreshto pladne de Zako Heskija
- Prodosia de Kostas Manoussakis
- Los pianos mecánicos de Juan Antonio Bardem
- Yo Yo de Pierre Étaix

### Películas fuera de competición
Las siguientes películas fueron seleccionadas para ser exhibidas fuera de la competición:
- Amsterdam de Herman Van Der Horst
- Le Cinquième Soleil de Jacqueline Grigaut-Lefevre
- In Harm's Way de Otto Preminger
- John F. Kennedy: Years of Lightning, Day of Drums de Bruce Herschensohn
- Mary Poppins de Robert Stevenson
- Tōkyō Orinpikku de Kon Ichikawa

### Cortometrajes en competición
Los siguientes cortometrajes competían para la Palma de Oro al mejor cortometraje:
- Aah... Tamara de Pim de la Parra
- Anamniseis apo tin Ellada de Francis Carabott
- Asinus de Vasil Mirchev
- Au bord de la route de Chou-Tchen Wang
- Ban ye ji jiao de Yeou Lei
- Le Crocodile majuscule de Eddy Ryssack
- Évariste Galois de Alexandre Astruc
- Féerie du cuivre de Herbert E. Meyer
- I videl sam daljine meglene i kalne de Zlatko Bourek
- Johann Sebastian Bach: Fantasy in G minor de Jan Švankmajer
- Los Junqueros de Oscar Kantor
- The Legend of Jimmy Blue Eyes de Robert Clouse
- Monsieur Plateau de Jean Brismée
- Noworoczna noc de Jerzy Zitzman
- Ohrid Express de Jean Dasque y Robert Legrand
- Overture de János Vadász
- Petrol-Carburant-Kraftstoff de Hugo Niebeling
- Poprannii obet de Guénrikh Markarian
- Processioni in Sicilia de Michele Gandin
- Sanawat el magd de Atef Salem

## Secciones paralelas

### Semana Internacional de la Crítica
Las siguientes películas fueron elegidas para ser proyectadas en la Semana de la Crítica (4º Semaine de la Critique):
- Amador de Francisco Regueiro
- Andy de Richard C. Sarafian
- Le chat dans le sac de Gilles Groulx
- La cage de verre de Philippe Arthuys, Jean-Louis Levi-Avarès ,
- Hor B'Levana de Uri Zohar
- It Happened Here de Kevin Brownlow, Andrew Mollo
- Walkower de Jerzy Skolimowski
- Démanty noci de Jan Nemec
- Passages from James Joyce's Finnegans Wake de Mary Ellen Bute

## Palmarés

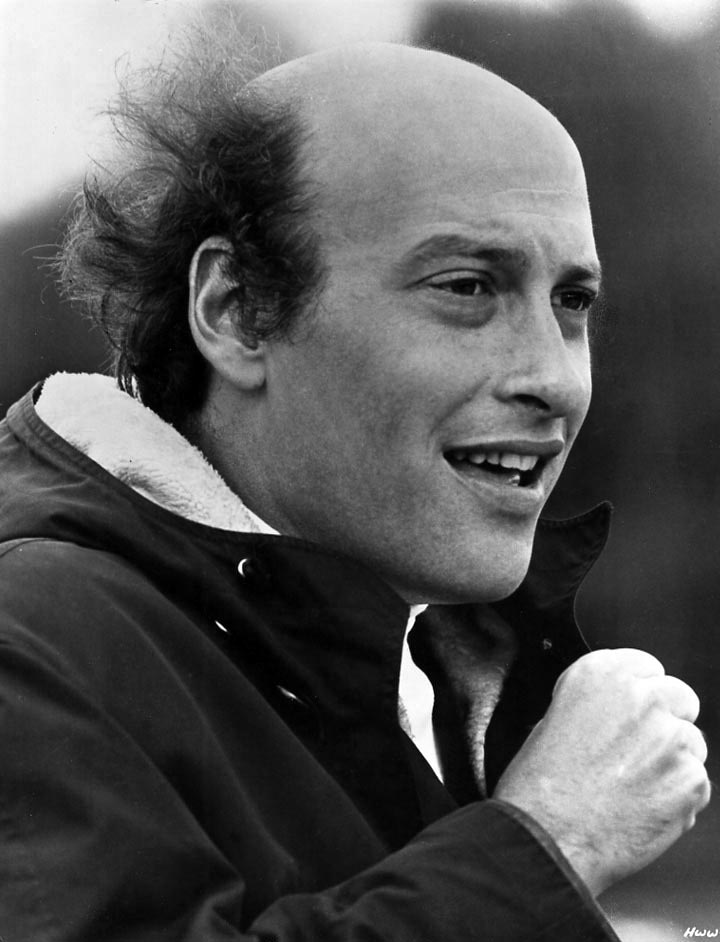
Richard Lester, ganador del Grand Prix

Los galardonados en las secciones oficiales de 1965 fueron:
- Grand Prix du Festival International du Film: El Knack... y como conseguirlo de Richard Lester
- Gran Premio del Jurado: Kwaidan de Masaki Kobayashi
- Mejor director: Liviu Ciulei por Pădurea spânzuraţilor
- Premio a la interpretación masculina: Terence Stamp per El coleccionista
- Premio a la interpretación femenina: Samantha Eggar por El coleccionista
- Mención especial para actores: 
  - Jozef Kroner y Ida Kaminska por Obchod na korze
  - Vera Kuznetsova por Zhili-byli starik so starukhoj
- Mejor guion:
  - Pierre Schoendoerffer por La 317e Section)
  - Ray Rigby por The Hill
- Palma de Oro al mejor cortometraje: Overture de János Vadász
- Gran premio técnico: Skaterdater de Noel Black
- Prix du Jury: Johann Sebastian Bach: Fantasy in G minor de Jan Švankmajer
- Prix spécial du Jury: Monsieur Plateau de Jean Brismée
- Premio técnico del cortometraje: Ban ye ji jiao de Yeou Lei y Overture de János Vadász

### Premios independentes
- Premios FIPRESCI[7]ː Tarahumara (Cada vez más lejos) de Luis Alcoriza

Commission Supérieure Technique
- Gran Premio Técnico: 
  - Fifi la plume de Albert Lamorisse
  - Az Életbe táncoltatott leány de Tamás Banovich
- Mención especial: El Knack... y como conseguirlo de Richard Lester

Premio OCIC
- Premio OCIC: Yo Yo de Pierre Étaix

Mejor película para juventud
- Los Junqueros de Oscar Kantor
- Yo Yo de Pierre Étaix

## Ceremonias
- Datos: Q221058